# Marc Harrison
Marc Harrison (Nueva York, 1 de julio de 1936 – 22 de septiembre de 1998) fue un diseñador industrial pionero del diseño universal.
Como resultado de un accidente cerebral cuando tenía 11 años, Harrison tuvo que reaprender funciones básicas como andar y hablar, lo que le inspiró para su carrera como diseñador industrial.
Harrison consiguió su titulación en diseño industrial en el Pratt Institute en 1958 y su Master of Fine Arts en la Cranbrook Academy of Art en 1959. Tras un periodo como autónomo en el mundo del diseño industrial, comienza a dar clase en la Rhode Island School of Design, donde imparte en el departamento de arquitectura y diseño. Creía en la importancia del pensamiento orgánico y la importancia de la inclusión de las artes liberales para mejorar la educación de sus estudiantes y ser diseñadores más eficientes.
Su diseño más famoso y que incorporaba su filosofía fue el procesador de comida conocido como Cuisinart. Harrison rediseñó el procesador con botones grandes y fáciles de presionar, asas de fácil agarre y un tipo de letra grueso y reconocible. Este nuevo diseño fue un éxito al poder ser usado por usuarios con artritis y/o visión reducida pero llegó a ser un éxito entre el público general.
Murió en 1998 por esclerosis lateral amiotrófica.